# Doom (gra komputerowa 1993)
Doom – strzelanka pierwszoosobowa wyprodukowana przez id Software i wydana 10 grudnia 1993 na platformę DOS.

## Fabuła

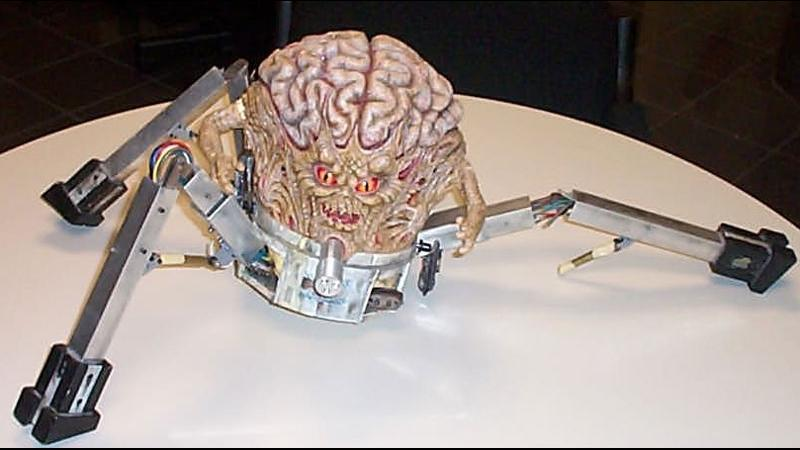
Model jednego z przeciwników w grze (Spider Mastermind)

Gracz wciela się w postać bezimiennego żołnierza, członka kosmicznego oddziału marines. Po tym jak główny bohater sprzeciwił się rozkazowi oficera otwarcia ognia do ludności cywilnej, zostaje zesłany na Marsa. Po incydencie w bazie korporacji Union Aerospace Corporation na Fobosie – korporacji, która eksperymentowała z bramami do innych wymiarów – zostaje wysłany by to zbadać, ale z czasem traci kontakt ze swoimi towarzyszami i wyrusza na poszukiwanie oddziału. Dowiaduje się, że eksperymenty teleportacji zakończyły się niepowodzeniem, a przez bramy stojące na Fobosie przedostały się stworzenia z piekła – zabijając personel lub zamieniając go w zombie. Gracz musi przedrzeć się przez hordy przeciwników, by ochronić ludzkość na Ziemi.

## Produkcja i rozgrywka
W odróżnieniu od Wolfensteina 3D (poprzedniej gry stworzonej przez id Software) wprowadzono po raz pierwszy możliwość ruchu postaci gracza w trzecim wymiarze (w górę i w dół). Gra wyróżniała się również prawie realistycznym oświetleniem scenerii oraz rozbudowanymi efektami dźwiękowymi. Po raz pierwszy wprowadzono rodzaj rozgrywki wielu graczy zwany deathmatch. Uruchomienie gry wymagało komputera z procesorem 80386 z 4 MB pamięci RAM i kartą graficzną VGA. Ścieżka dźwiękowa do gry została skomponowana przez Roberta Prince’a i wydana jako Doom Music.
Początkowo gra składała się z trzech części (ang. episode), z których pierwsza była darmowa. Doom zawierał różne rodzaje broni, począwszy od piły łańcuchowej po futurystyczny miotacz plazmy BFG 9000. W 1995 roku wydana została edycja Ultimate Doom – wzbogacona o czwarty etap. Dzięki udostępnieniu kodu źródłowego, powstało wiele modyfikacji i portów. Wydano też reedycję całej serii, zatytułowaną Doom Collector's Edition.
W 2005 roku premierę miał film pod tym samym tytułem, w reżyserii Andrzeja Bartkowiaka, luźno bazujący na serii gier.

## Porty Dooma

Uproszczone drzewo portów źródłowych Doom

Kod źródłowy silnika Doom został udostępniony publicznie 23 grudnia 1997 roku. Mimo że Doom został pierwotnie stworzony dla systemu DOS, to udostępniona wersja źródłowa była przeznaczona dla późniejszej wersji na Linuksa – ze względu na wykorzystanie zastrzeżonej biblioteki dźwięków w wersji DOS. Kod ten został pierwotnie udostępniony na licencji zastrzeżonej, która zabraniała jego komercyjnego wykorzystania i nie wymagała od programistów udostępniania kodu źródłowego dla tworzonych przez nich modyfikacji w formie wykonywalnej. Jednak 3 października 1999 r., został on ponownie udostępniony na licencji GPL-2.0-or-later lub nowszej.
Od czasu udostępnienie kodu źródłowego silnika Doom, opracowano setki portów tworzonych przez fanów na różne urządzenia. Doom jest jedną z najczęściej przenoszonych gier wideo. Od czasu oryginalnej wersji MS-DOS, gra została oficjalnie wydana na wiele systemów operacyjnych, konsol do gier wideo, przenośnych konsol do gier i dla innych urządzeń. Niektóre porty są replikami wersji DOS, podczas gdy inne znacznie się od niej różnią.

## Kontynuacje
Ogromny sukces gry przyczynił się do powstania kontynuacji Doom II (1994) z dodatkiem Final Doom (1996).
W roku 2004 ukazał się Doom 3, określany przez twórców nie jako kontynuacja poprzednich gier, ale jako „opowiedzenie tej samej historii na nowo”. Rok później ukazał się dodatek Doom 3: Resurrection of Evil.
W 2008 pojawiła się nieoficjalna wersja gry dla iPhone (system iOS). Była niegrywalna, ale w związku z dużym zainteresowaniem firma id Software zdecydowała się na wydanie oficjalnej wersji, która pojawiła się w 2009.

## Odbiór gry
Popularność tytułu przyczyniła się do ukucia terminu gra doomopodobna, którym w połowie lat 90. zaczęto określać gry tworzone na wzór Dooma, takie jak Heretic czy Blood.
W 2004 roku gra otrzymała tytuł gry wszech czasów przyznawany przez portal GameSpy. Serwis GameRankings, agregujący recenzje gier komputerowych, przyznał średnią ocenę wynoszącą 86,67%.
Redakcja magazynu „PC Gamer UK” w 2015 roku przyznała grze 23. miejsce na liście najlepszych gier na PC.